# Adán Chávez
Pour les articles homonymes, voir Chávez et Frias (homonymie).
Adán Chávez Frias est un physicien, professeur et homme politique vénézuélien né le 11 avril 1953 à Sabaneta. Frère aîné de l'ancien président Hugo Chávez, il est gouverneur de l'État de Barinas de 2008 à 2017. Plusieurs fois ministres, du Bureau de la présidence, de l'Éducation ou encore de la Culture, il est ambassadeur du Venezuela à Cuba depuis le 7 mars 2019.

## Biographie

### Famille
Adán Chavez, de son nom complet Adán Coromoto Chávez Frías, est le fils aîné de Hugo de los Reyes Chávez et d'Elena Frías de Chávez, tous deux enseignants retraités de la ville de Sabaneta, dans l'État de Barinas. Les ancêtres de la famille Chávez ont des origines autochtones, espagnoles et afro-vénézuéliennes, avec des racines dans les plaines centrales du Venezuela. Chávez est le petit-fils du caudillo Pedro Pérez Delgado, mieux connu sous le nom de Maisanta, chef de la rébellion antigomeciste, qui a pris fin en 1898 avec la vie de l'ancien président Joaquín Crespo. Beaucoup de terres appartenant à la famille Maisanta, collectivement appelé La Marquesena, ont été récupérées par Chávez après avoir été saisies par les autorités fédérales.

### Activité professionnelle
Adán Chávez Frías est diplômé en physique de l'Université des Andes, et professeur de cette université dans la ville de Mérida. Il est également professeur de mathématiques aux lycées UNELLEZ BARINAS et Albert Arvelo Torrealba, l'épicentre de la politique vénézuélienne de gauche. Adán Chávez a occupé plusieurs postes stratégiques au cours de la présidence d'Hugo Chávez, ayant été son dernier ministre de l'Éducation (janvier 2007 - avril 2008).

### Vie politique
Adán Chávez a très tôt été lié à des mouvements révolutionnaires de gauche au Venezuela. À 16 ans, il rejoint par exemple le Movimiento de Izquierda Revolucionaria (es) (Mouvement de la gauche révolutionnaire), lié au MIR chilien jusqu'à sa dissolution trois ans plus tard. Ce dernier dissout, Adan Chávez a entretenir ses contacts de gauches, dont certains ont trait à la lutte armée clandestine avant le coup d'État menée par son frère en 1992.
Il est l'un des fondateurs du Parti socialiste unifié du Venezuela (PSUV), ayant sous sa responsabilité la région des plaines du Sud dont il est vice-président.
Chávez participe aux élections régionales de 2008 et est élu gouverneur du Barinas, poste occupé précédemment par son père. En juillet 2017, Adán Chávez est élu lors des élections de l'Assemblée nationale constituante. Il quitte son poste de gouverneur le 5 janvier 2017, et est nommé ministre de la Culture le 25 janvier. 
Le 7 mars 2019, il est nommé ambassadeur du Venezuela à Cuba,. Il présente ses lettres de créances le 10 mai suivant.

## Sources
- (es) Cet article est partiellement ou en totalité issu de l’article de Wikipédia en espagnol intitulé « Adán Chávez » (voir la liste des auteurs).